# Кохан, Лионел
Лио́нел Э́дмонт Ко́хан (англ. Lionel Edmond Kochan; 20 августа 1922, Лондон — 25 сентября 2005, Оксфорд) — еврейский историк из Великобритании, автор работ по истории еврейского народа в Новое время, а также по русской и немецкой истории. The Independent назвала его «одним из наиболее значительных еврейских историков после Второй мировой войны», а The Times — «одним из ведущих специалистов Британии по истории Центральной и Восточной Европы».
Его отец происходил из Польши, а мать из Англии, но оба были евреями. Получил образование в университетах Кембриджа и Лондона.
В 1951 году Кохан женился на журналистке Мириам Бюхлер (Miriam Buechler), которая родила ему двух сыновей и одну дочь.
Наиболее значимые книги Кохана:
- «Acton on History» (1954)
- «Russia and the Weimar Republic» (1954)
- «Pogrom: 10 November 1938» (1957)
- «The Making of Modern Russia» (1962)
- «The Struggle for Germany 1914-45» (1963)
- «Russia in Revolution 1890—1918» (1966)
- «The Russian Revolution» (1970)
- «The Scapegoats: the Exodus of the Remnants of Polish Jewry» (1979) совместно с Джозефом Банасом
- «The Jewish Renaissance and Some of Its Discontents» (1992)
- «Beyond the Graven Image: A Jewish View» (1997)
- «The Making of Western Jewry, 1600—1819» (2004)

Кохан был также редактором «The Jews in Soviet Russia since 1917» (1970; исправленное издание 1978), «The Jew in His History» (1977), «Jewish Idols and Messiahs — The Challenge from History» (1990), «The Jewish Family Album: The Life of a People in Photographs» (1974, совместно с женой Мириам) и многих других работ.
Вместе с Мириам Лионел Кохан много лет писал ежегодные обозрения жизни евреев в Великобритании для «The American Jewish Year Book».
С 1980 по 1982 годы Кохан был президентом Jewish Historical Society of England (Еврейского исторического общества Англии), а с 2001 по 2005 — президентом Society for Jewish Study (Общества еврейских Исследований).
Кохан выступал против объявления 27-го января Днём памяти жертв Холокоста в Великобритании, а также против так называемой «индустрии Холокоста» и утверждал, что Холокост играет слишком важную роль в современной еврейской жизни.